# Acantholycosa solituda
Acantholycosa solituda är en spindelart som först beskrevs av Levi 1951.  Acantholycosa solituda ingår i släktet Acantholycosa och familjen vargspindlar. Inga underarter finns listade i Catalogue of Life.